# 柯瑞文
柯瑞文（1963年12月—），男，汉族，江西瑞昌人，中华人民共和国政治人物。现任中国电信集团有限公司党组书记、董事长。第十四届全国政协委员。